# Рита Ора
Рита Сахатчиу Ора (на албански: Rita Sahatçiu Ora) е британска певица от албански произход. Тя е най-известна с песента си „Hot Right Now“.

## Биография
Рита е родена на 26 ноември 1990 г. в Прищина, Косово (тогава част от СФРЮ), в семейство с албански родители. Още през същата година семейството ѝ се мести във Великобритания.
През 2004 г. тя участва в английски филм на име „Spivs“, а през 2008 записва дебютния си сингъл „Where's Your Love“ (с участието на Крейг Дейвид и Тинчи Страйдър). Дебютният ѝ албум (ORA) излиза на 27 август 2012 г.
Имала е връзка с Бруно Марс и Роб Кардашиян, братът на Ким Кардашян. От месец май 2013 г. тя излиза и с Калвин Харис, но се разделят в края на октомври 2014 г.

## Музика
DJ Fresh кани Рита Ора като вокалист за сингъла „Hot Right Now“, като песента достига номер едно в UK Singles Chart.
Първият ѝ официален сингъл от албума ѝ „Ora“ в Англия е „R.I.P.“ с участието на Тайни Темпа. Песента е написана от Дрейк, който участва и в ремикс на сингъла. „R.I.P.“ дебютира под номер едно на UK Singles Chart, като се превръща в нейния първи соло проект, достигнал върха на класациите.
Първият ѝ официален сингъл от тавата, издаден в САЩ и Южна Америка, се казва „How We Do (Party)“.
Албумът ѝ „Ora“, който е на пазара от 27 август 2012 г., дебютира под номер едно на UK Albums Chart.
Рита Ора е подгряваща звезда на турнето на Coldplay – Mylo Xyloto Tour.
Третият ѝ официален сингъл носи заглавието ”Shine Ya Light”. Режисьор на видеото към песента е Емил Нава. Клипът е сниман в родния град на певицата – Прищина, Косово.
На 11 февруари 2013 Ора издава четвъртия си официален сингъл, озаглавен „Radioactive“.

## Работа като модел
Рита Ора е избрана за рекламно лице за колекцията пролет/лято на марката за кецове Superga.
Мадона и дъщеря ѝ Лурдес избират Ора за новото лице на марката им за дрехи и аксесоари Material Girl.
На 8 септември 2013 г. закрива модното шоу на DKNY по време на Седмица на модата в Ню Йорк. Рита Ора е и лице на колекцията DKNY Resort 2014 collection.
Певицата създава и собствена колекция лакове и червила за британската марка гримове Rimmel.

## Дискография

### Албуми
- ORA (2012)

### Сингли
- „Where's Your Love“ (с участието на Крейг Дейвид и Тинчи Страйдър) (2008)
- „Hot Right Now“ (с участието на DJ Fresh) (2011)
- „R.I.P“ (с участието на Тайни Темпа)(2012)
- „How We Do (Party)“ (2012)
- „Shine Ya Light“ (2012)
- „Radioactive“ (2013)
- „I Will Never Let You Down“ (2014)
- „Poison“ (2015)
- „Body On Me“ (2015)

### Видеоклипове
- „Where's Your Love“ (с участието на Крейг Дейвид и Тинчи Страйдър) (2008)
- „Young Forever“ (Камео участие) (на Jay-Z и Mr.Hudson)(2009)
- „Over“ (Камео участие) (на Дрейк) (2010)
- „Hot Right Now“ (с участието на DJ Fresh) (2011)
- „R.I.P“ (с участието на Тайни Темпа)
- „How We Do (Party)“ (2012)
- „Shine Ya Light“ (2012)
- „Radioactive“ (2012)
- „Poison“ (2015)
- „Body on me“ (2015)